# Tinospora cordifolia
Tinospora cordifolia – gatunek pnącza z rodziny miesięcznikowatych (Menispermaceae). Występuje na tropikalnych obszarach Indii, Birmy, Bangladeszu i Sri Lanki. Liście mają kształt serca. Roślina wytwarza cienkie korzenie powietrzne. Kwiaty są żółte. Owocem są pestkowce, zmieniające kolor na czerwony w miarę dojrzewania. 

## Zastosowanie
Podobne jak inne rośliny z tego z rodzaju (Tinospora crispa i T. rumphii) gatunek jest wykorzystywany w medycynie ajurwedyjskiej.